# カール・ルウェリン
カール・ニッカーソン・ルウェリン（Karl Nickerson Llewellyn、1893年5月22日 - 1962年2月13日）は、アメリカの法学者。リアリズム法学運動の主導者の一人。

## 人物
1893年にシアトルで生まれ、ブルックリン区で育つ。イェール大学、コロンビア大学、シカゴ大学で商法を教えた。リアリズム法学における中心的人物の一人で、ロスコー・パウンドの社会学的法学に疑問を抱き、ジェローム・フランクの協力の下で公開状を草してパウンドに反論するなど、リアリズム法学運動のスポークスマンとして活動した。しかし、このパウンド=ルウェリン論争は鋭い対立点を形成することはなく、せいぜい程度の差を示したにすぎなかった。鵜飼信成によれば、この両派はいずれもプラグマティズムに端を発しており、社会学的法学がその嫡出子、リアリズム法学がその庶子であるという。

## 思想
司法過程を分析し、判決において決定的な役割を果たすのは法的ルールではないとして、裁判官の大きな裁量の余地の存在を明らかにした。彼は、法ルールや法原理の文言と、これがもたらした判決を照合した際に、文言以上のことが判決で行われていればそこには何か別の要素が加わっているに違いないとした上で、これによって判決の予測が不確定になるとは考えなかった。その理由を、裁判官の判決の背後には法学教育、推論様式、判決スタイルといった共通の制度が存在するからであるとし、これをもって、法学は実際の現場の仕事の中で生まれる「職人の技(craftsmanship)」の産物であって、法学が法的判断を決定しているわけではないと主張した。実際、政治学者アーサー・F・ベントリーの利益集団 (interest group) 理論を再発見し、また人類学者エドワード・ホーベルと共同して、アメリカ先住民のシャイアン族の伝統的な判決様式をめぐる研究を残すなどした。
彼の考えは、判決における法的ルールの役割に疑問を呈するもので、「ルール懐疑主義"rule-skepticalism"」と呼ばれる。しかし、彼は判決予測における法的ルールの存在意義の全否定を試みたのではなく、むしろ伝統的な法教義学の「法の自立性」が偏狭なものとならないよう、それを実証的研究で補完する必要を論じたのであった。これはリアリズム法学の中でも比較的穏健な立場であり、過激な立場のフランクからは批判の対象とされた。

## 主な著書
- "The Common Law Tradition" 1960
- "Jurisprudence: Realism in Theory and Practice" 1962